# شبير علي قريشي
ميان محمد شبير علي قريشي هو سياسي باكستاني يشغل منصب وزير الدولة الحالي للإسكان والأشغال منذ 4 أكتوبر 2018. لقد كان عضوًا في الجمعية الوطنية الباكستانية منذ أغسطس 2018.
في 11 سبتمبر 2018 شارك في الحكومة الفيدرالية لرئيس الوزراء عمران خان. وفي 4 أكتوبر 2018 أصبح وزيرا للدولة للإسكان والأشغال.